# زانوني (أوزارك)
زانوني هي منطقة فردية تقع في مقاطعة أوزارك على بعد حوالي عشرة أميال إلى الشمال الشرقي من غينزفيل. فيها طاحونة مائية ومكتب للبريد وهو كل ما تبقى من المنطقة.